# Ed Templeton

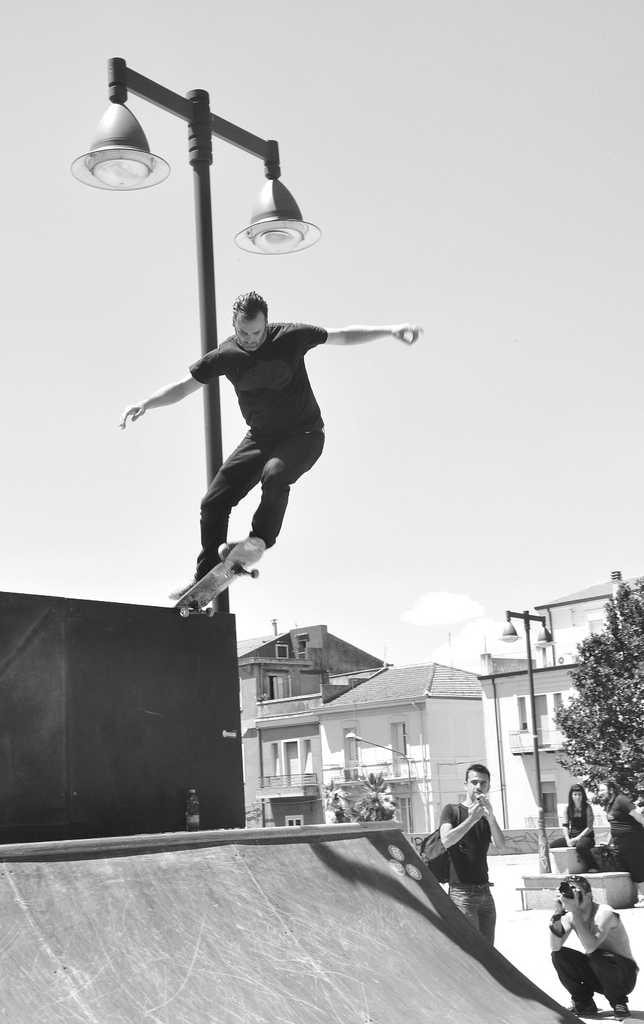
Ed Templeton

Ed Templeton (Garden Grove Californië, 28 juli, 1972) is een professionele skateboarder, beeldend kunstenaar en fotograaf die woont in Huntington Beach, Californië. Hij is de oprichter en artistiek directeur van het skateboardmerk Toy Machine. In 2016 werd hij opgenomen in de Skateboard Hall of Fame.

## Carrière

### Skateboarding
Templeton begon met skateboarden toen hij 13 jaar oud was. In 1990 maakte hij van skateboarden zijn beroep en skate hij professioneel voor New Deal Skateboards. Tijdens zijn schoolopleiding was hij al buitengewoon geïnteresseerd in bekende skaters zoals Mark Gonzales en Niels Blender, die behalve skateboarder ook kunstenaar waren. Templeton verliet zijn sponsor in 1992 om een eigen bedrijf ("TV") op te zetten, samen met Mike Vallely. Een jaar later, in 1993, begon hij zijn eigen skateboardbedrijf Toy Machine. Tot op de dag van vandaag is dit een van de meest invloedrijke merken in de skate wereld. In 1995 werd hij eerste in de bekende Slam City Jam in Vancouver op het Street-parcours.

### Beeldende kunst en fotografie
Naast skateboarder is Templeton ook tekenaar, schilder en fotograaf. Zijn werken documenteren zijn persoonlijke leven en de skateboardwereld. Hij maakt schilderijen op doek, maar beschilderde ook al skateboards en ramps. Hij bracht verschillende boeken uit over zijn tekeningen en foto's, meestal geclusterd rond één thema of onderwerp. 

#### Selectie kunstboeken en catalogi
- In 2000 won zijn Templetons thematische fotoboek Teenage Smokers (1999) de Search For Art competitie in Italië.[1] In 2015 werd Teenage Smokers #2 gepubliceerd.[2] In dezelfde stijl verscheen in 2011 Teenage Kissers.[3]
- Als resultaat van zijn tentoonstelling Ed Templeton -The Essential Disturbance in Palais de Tokyo in Parijs verscheen het fotoboek The Golden Age of Neglect (2002). Het is een toonbeeld van Templetons kenmerkende onderwerpen: een intieme blik op de skateboardcultuur vol sport, drank, drugs, seks, verveling, bloederige valpartijen en jongeren.[4][5]
- Empty Plastic Echoes (2006) en Situation Comedy (2001) behoorden respectievelijk tot de expo's Empty Plastic Echoes Reverberating Through Time in Tim Van Laere Gallery in Antwerpen en Situation Comedy in De Domijnen in Sittard.[6][7]
- De catalogus The Cemetery of Reason (2010) behoort tot de gelijknamige mid-career overzichtstentoonstelling door het S.M.A.K. in Gent, die ook reisde naar het Museo d'Arte Provincia di Nuoro in Sardinië, (2010) en het Mucsarnok Ernst Muzeum in Boedapest (2011).[8]
- Anders dan eerdere tentoonstellingen en boeken toont Wayward Cognitions (2014) foto's en archiefmateriaal dat spontaan tot stand kwam tijdens Templetons vele reizen. De foto's richten zich uitzonderlijk niet op de aspecten van de skatecultuur. De gelijknamige tentoonstelling vond plaats in het Bonnefantenmuseum in Maastricht.[9]
- Samen met uitgeverij SUPER LABO in Tokio werkt Templeton samen aan een boekenreeks met foto's van steden waar hij veel tijd spendeerde. City Confessions #1 (2019) behandelt Tokio tussen 1998 en 2018. City Confessions #2 (2021) toont Londen door de lens van Templeton sinds de jaren 90.[10][11]
- In 2022 verscheen het boek 87 Drawings, een overzicht van van Templetons tekenkunst tussen 1990 en 2021.[12]

- Bibliothèque nationale de France: cb16581830w (data)
- Gemeinsame Normdatei: 13306140X
- International Standard Name Identifier: 0000 0000 7877 5122
- Library of Congress Control Number: nr2006001479
- Nederlandse Thesaurus van Auteursnamen: 238042332
- RKD-Nederlands Instituut voor Kunstgeschiedenis: 231470
- Système universitaire de documentation: 145490084
- Virtual International Authority File: 7495149296211080670006